# Mangkunegara (Bojonegara)
Mangkunegara is een bestuurslaag in het regentschap Serang van de provincie Banten, Indonesië. Mangkunegara telt 3168 inwoners (volkstelling 2010).